# Adi Funk
Adolf „Adi” Funk (ur. 1 lipca 1951 w Klosterneuburgu, zm. 27 stycznia 2010 w Wiedniu) – austriacki żużlowiec.

## Życiorys
Siedmiokrotny medalista indywidualnych mistrzostw Austrii: czterokrotnie złoty (1975, 1980, 1981, 1982), dwukrotnie srebrny (1979, 1983) oraz brązowy (1986). Trzykrotny złoty medalista mistrzostw Austrii par klubowych (1975, 1983, 1984). Złoty medalista drużynowych mistrzostw Austrii (1980).
Trzykrotny uczestnik eliminacji indywidualnych mistrzostw świata (1977, 1978, 1980). Wielokrotny reprezentant Austrii w eliminacjach drużynowych mistrzostw świata oraz mistrzostw świata par, w tym finalista tych rozgrywek w roku 1975 (Wrocław – VII miejsce).
Startował w lidze brytyjskiej, reprezentując kluby King's Lynn Stars (1976) oraz Leicester Lions (1977).